# Büschelohrmaki
Der Büschelohrmaki oder Büschelohrige Katzenmaki (Allocebus trichotis) ist eine Primatenart aus der Familie der Katzenmakis innerhalb der Lemuren.

Das Verbreitungsgebiet des Büschelohrmakis

## Beschreibung
Büschelohrmakis erreichen eine Kopfrumpflänge von 12 bis 16 Zentimetern, hinzu kommt noch ein 14 bis 20 Zentimeter langer Schwanz. Ihr Gewicht beträgt 65 bis 90 Gramm. Ihr Fell ist an der Oberseite graubraun und an der Unterseite weißlich gefärbt. Namensgebendes Merkmal sind die büschelartigen Haare, die aus den Ohrmuscheln herauswachsen. Die Schnauze ist langgestreckt und abgerundet, die Hinterbeine deutlich kräftiger als die Vorderbeine und der Schwanz länger als der Körper. Wie bei allen Feuchtnasenaffen bilden die Schneide- und Eckzähne des Unterkiefers einen Zahnkamm, die Zunge ist stark verlängert. Sie ähneln in ihrem Aussehen den Mausmakis, haben aber einen längeren Schwanz und längere Hinterbeine.

## Verbreitung und Lebensraum
Büschelohrmakis kommen wie alle Lemuren nur auf Madagaskar vor. Bis in die 1980er-Jahre war die Art nur von wenigen Orten an der Ostküste bekannt, mittlerweile wurden Vorkommen in mehreren Regionen entdeckt, ihr Verbreitungsgebiet umfasst nach heutigem Kenntnisstand den Nordosten Madagaskar. Ihr Lebensraum sind Regenwälder bis in 1600 Meter Höhe, bevorzugt halten sie sich aber in Gebieten unter 1000 Metern auf.

## Lebensweise
Diese Primaten sind nachtaktiv und verbringen den Tag in Baumhöhlen, die sie mit Blättern auspolstern. In der Nacht begeben sie sich auf Nahrungssuche. In den trockeneren Monaten Juni bis September halten sie Winterruhe, wofür sie Fettreserven in ihrem Körper anlegen.
Über ihre Ernährung ist wenig bekannt, die Zähne deuten aber an, dass sie sich ähnlich wie die Gabelstreifenmakis vorrangig von Baumsäften ernähren. Insekten dürften ihren Speisezettel ergänzen.
Auch über ihr Sozialverhalten weiß man wenig, vermutlich leben sie in monogamen Paaren. Im Januar oder Februar kommt meist ein einzelnes Jungtier zur Welt.

## Bedrohung
Büschelohrmakis gelten als seltene Tiere. Sie bewohnen ein kleines Gebiet im nordöstlichen Madagaskar und werden durch die Rodung der Regenwälder bedroht, außerdem wird ihr Fleisch von der lokalen Bevölkerung gern gegessen.
Nach ihrer Erstbeschreibung 1875 wurden die Tiere fast hundert Jahre nicht gesehen, erst 1966 fand man wieder welche. Dann dauerte es erneut über zwanzig Jahre bis 1989 erneut Büschelohrmakis gesichtet wurden. Seither werden sie regelmäßiger beobachtet. In den 1990er-Jahren galten sie als „vom Aussterben bedroht“ (critically endangered), inzwischen wurden aber weitere Populationen entdeckt, so dass die IUCN im Jahr 2000 den Gefährdungsgrad auf „stark gefährdet“ (endangered) herabgestuft hatte.
In Europa wird die Art nicht mehr gehalten, ehemaliger Halter ist Paris.

## Belege
1. ↑  Allocebus trichotis in der Roten Liste gefährdeter Arten der IUCN. Abgerufen am 16. November 2023.
2. ↑    ZTL 17.6